# Politivold
 Denne artikel bør gennemlæses af en person med fagkendskab for at sikre den faglige korrekthed.

Politivold er forsætlig brug af umådeholden magt, almindeligvis af fysisk karakter, men potentielt også i form af verbale og psykologiske angreb, udøvet af en eller flere politibetjente, enten affødt af ordre givet til betjenten eller som reaktion på regeringsmæssig eller administrativ politik.[kilde mangler]
Dette kan foregå i forbindelse med anholdelse, ydmygelse, racediskrimination, politisk repression, ulovlig overvågning, seksuelt misbrug og korruption.
Den Europæiske Menneskerettighedskonvention indeholder bestemmelser. blandt andet forbud mod tortur, der indskrænker statens og som følge heraf politiets voldsmonopol.  
I en retsstat er politiets anvendelse af legitim magtanvendelse reguleret af lovgivning, cirkulærer eller andre regulativer. Politivod kan således defineres som illegitim magtanvendelse. Brug af skydevåben vil normalt føre til en disciplinær undersøgelse.  I Danmark udøves kontrollen med politiets magtanvendelse af Den Uafhængige Politiklagemyndighed.